# Avia BH-7

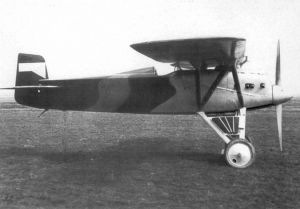
Avia BH-7

De Avia BH-7 is een Tsjechoslowaaks hoogdekker jachtvliegtuig gebouwd door Avia. De BH-7 is ontwikkeld door Pavel Beneš en Miroslav Hajn en op 15 december 1923 vloog de BH-7 voor het eerst. De BH-7 is gelijktijdig ontwikkeld moet de BH-6, waarmee de BH-7 het ontwerp van de romp en staart deelt. Er zijn in totaal twee BH-7’s gebouwd.

## Versies

### BH-7a
Net als de BH-6 stortte de BH-7 al tijdens het testprogramma meerdere keren neer. Daarop werd besloten de BH-7 niet meer verder te ontwikkelen als jachtvliegtuig.

### BH-7b
De BH-7b was de tweede versie van de BH-7 en was niet bedoeld als jachtvliegtuig, maar als racevliegtuig. Voor de nieuwe rol werden een aantal aanpassingen verricht, zo werd de spanwijdte met 1,40 m ingekort tot 9,00m. Verder werd de vleugel boven aan de romp opgehangen in plaats van op de steunbalken zoals de BH-7a. Maar ook deze versie bleek geen succes te zijn, waarna het project werd gestaakt.

## Specificaties (BH-7a)
- Bemanning: 1
- Lengte: 6,84 m
- Spanwijdte: 10,40 m
- Hoogte: 2,83 m
- Vleugeloppervlak: 18,2 m2
- Leeggewicht: 855 kg
- Volgewicht: 1 150 kg

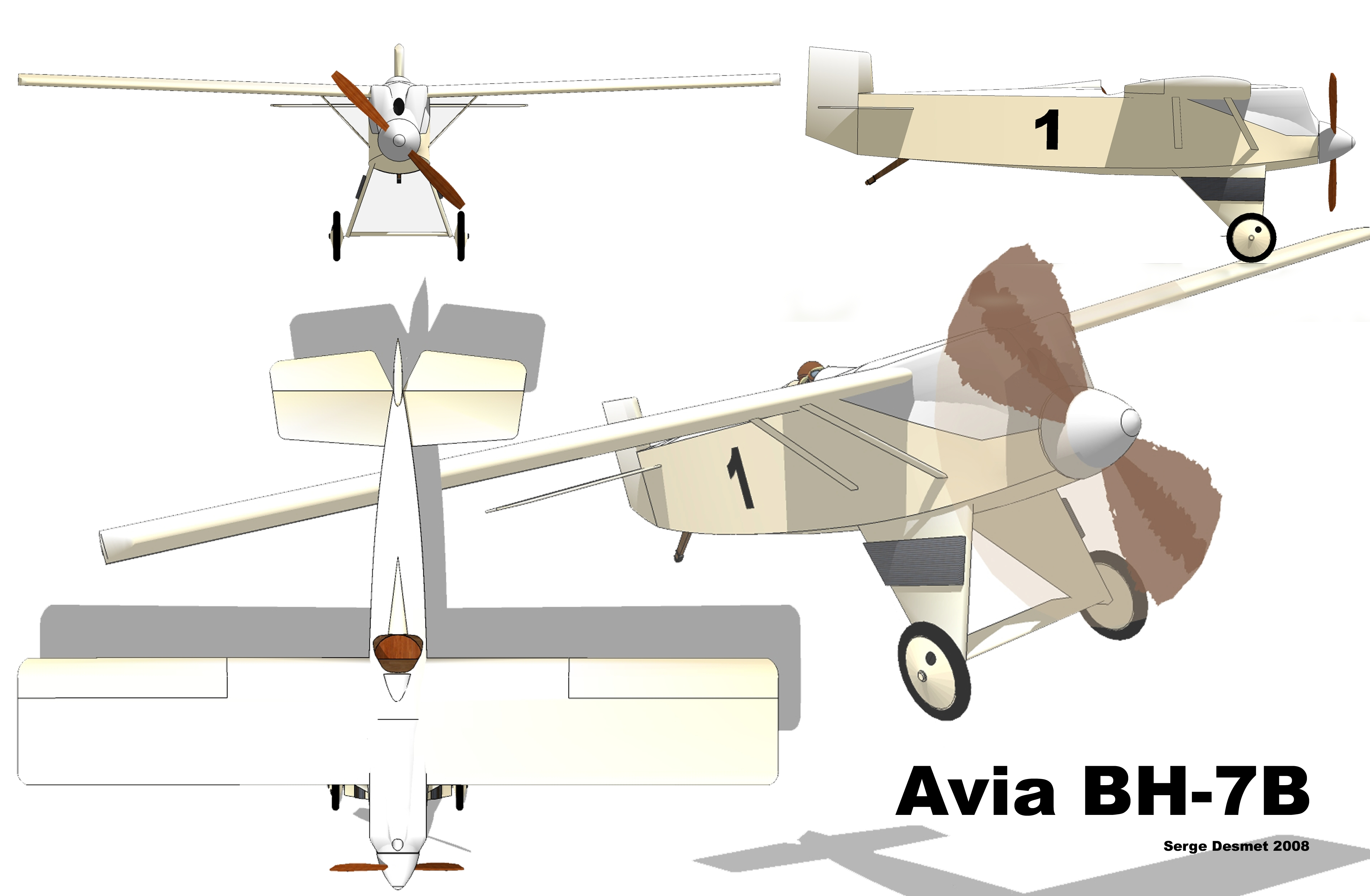
Avia BH-7B

- Motor: 1× een door Škoda in licentie gebouwde Hispano-Suiza 8Fb V8, 310 kW (231 pk)
- Maximumsnelheid: 240 km/h
- Vliegbereik: 480 km
- Plafond: 8 000 m
- Klimsnelheid: 6,7 m/s
- Bewapening: 2× vooruit vurende .303 Vickers machinegeweren